# Boots
 Der er for få eller ingen kildehenvisninger i denne artikel, hvilket er et problem. Du kan hjælpe ved at angive troværdige kilder til de påstande, som fremføres i artiklen.

 Denne artikel omhandler en butikskæde. Opslagsordet har også en anden betydning, se Boots (hestesko).
Boots er en britisk butikskæde, der hovedsageligt forhandler håndkøbslægemidler og produkter til personlig pleje i stil med den danske virksomhed Matas. Den findes i de fleste byer i England og ligeledes i flere større byer i Irland.
Virksomheden blev grundlagt af John Boot i 1849. Den er i dag en del af Alliance Boots, der blev dannet 31. juli 2006 ved en sammenslutning af The Boots Company plc og Alliance UniChem plc.
I 2012 købte Walgreens en andel på 45% i Alliance Boots, med mulighed for at købe resten inden for tre år. Det udnyttede denne mulighed i 2014, og som et resultat blev Boots 31. december 2014 et datterselskab af det nye selskab, Walgreens Boots Alliance.

## Produkter og tjenester
Boots sælger følgende produkter og tjenester:
- Receptpligtig medicin sælges via deres apoteker
- Detail (receptpligtig) medicin
- Bredt udvalg af sundheds- og skønhedsprodukter inklusive relaterede elektriske produkter (hårtørrere, barbermaskiner, elektriske tandbørster)
- Photography – Boots er en etableret udbyder af fotografitjenester.[2]
- Tøj – baby- og småbørnstøj og barselstøj.
- Mad og drikke (mærket som Boots Delicious) – de fleste filialer sælger mad- og drikkevarer til frokosttid, som er tilgængelige som en del af en "Meal Deal"-kampagne.
- Optikere
- Hørepleje
- Mental sundhed – i 2022 lancerede Boots Depression & Anxiety Treatment på deres Online Doctor-tjeneste, som tilbyder behandlinger for depression og angst for £65 pr. måned.[3]